# 慶應義塾獣医畜産専門学校 (旧制)
| 慶應義塾獣医畜産専門学校 | 慶應義塾獣医畜産専門学校                         |
| ------------------------ | ------------------------------------------------ |
| 創立                     | 1944年                                           |
| 所在地                   | 神奈川県横浜市 川崎市蟹ケ谷 埼玉県北足立郡志木町 |
| 初代校長                 | 小泉信三                                         |
| 廃止                     | 1949年                                           |
| 後身校                   | 慶應義塾農業高等学校                             |
| 同窓会                   | 蟹ケ谷三田会                                     |

慶應義塾獣医畜産専門学校（けいおうぎじゅくじゅういせんもんがっこう）は、1944年（昭和19年）に設立された私立の旧制専門学校、大学専門部 (旧制)。

## 概要
- 本科（修業年限3年）に農学科・林学科・獣医畜産学科・農芸化学科の4科の設置を準備した。
  - 文部省はこの農業専門学校の設置に難色を示した。理由は、理科系教育の重視とはいえ、農学関係の専門学校は既存のものの拡充を図る方針をとり、新設は差し控えたいということであった。そこで塾長が文部大臣、次官、局長らと面談して打開策を講じ、さらに塾員の代議士飯塚茂の斡旋もあった結果、ようやく農業専門学校の一科である獣医畜産学科を独立させて獣医畜産専門学校として設置することとなった。
- 終戦後、獣医畜産専門学校を農学部にしようとの動きもあったが、戦災で痛手を受けた義塾当局に新学部を設置するような余力はなく、在学生の卒業を待って廃校となった[1]。
- 志木の校地は慶應義塾農業高等学校（現・慶應義塾志木高等学校）に継承された。
- 農業研究所を開設して農業研究の充実に意欲を示していた。

## 沿革
- 1944年3月31日：専門学校令により獣医畜産専門学校の設立認可
  - 本科（獣医畜産学科： 修業年限3年）を設置
- 1944年4月18日：第16期第28回評議員会において獣医畜産専門学校設立の件を可決し、4月に入学試験を行い、日吉において開校
- 1944年8月1日：第一学年生約30名、岩手県小岩井牧場にて農耕作業に従事
- 1945年4月16日：空襲により畜舎などを失う
- 1945年10月1日：川崎市蟹ヶ谷の帝国海軍通信隊分遣隊のあとを借用して、そこに居を定めた[2]
- 1947年5月31日：獣医師無試験検定資格を申請し、第一回卒業生に対して獣医師の免許が与えられる
- 1947年7月15日：第1回卒業式を挙行[3]
- 1947年9月18日：埼玉県北足立郡志木町所在の財団法人東邦産業研究所（理事長は松永安左エ門）の義塾への受贈決定[4]
- 1947年12月：獣医畜産専門学校は蟹ヶ谷から志木町に移転
- 1948年3月19日：獣医畜産専門学校を農業高校に転換することに決定
- 1949年3月31日：最後の卒業生を送り出して廃校

## 歴代校長・教員
- 初代：小泉信三
  - 教員の選考にあたっては東京帝国大学名誉教授薗部一郎、同農学部教授田中丑雄、島田錦蔵らの助言を得た。また開設にあたり、田中在雄が顧問、四条隆徳、岡部利雄が創立委員に任命され、さらに西谷謙堂（大学予科教授兼獣医畜産専門学校主事）、山本敏夫、早川豊水、柳葉好治、細井時雄、田淵栄、鈴木五郎が設備委員に挙げられた。
- 第2代：槇智雄
- 第3代：奥井復太郎

- 不明：潮田江次 - 1947年（昭和22年）1月から1948年（昭和23年）8月まで校長

## 当初の目的と継承
日華事変の進展に伴い、教授学生の間に支那大陸（中国大陸）に関する関心がすこぶる高まり、各種の団体が続々、朝鮮、満州、中国本土に旅行するようになったので、義塾では北京および上海に学生のための寄宿舎を設営し、夏季休暇を利用しての現地教育の体制を整えたが、戦局の進むにつれて、学生の大陸渡航の制限が次第に厳しくなり、この企画は十分の成果を挙げ得ない中に中絶のやむなきに至った。
軍事教練は年と共に強化され、学校にも一般市民の間にも特設防護団が設けられ、やがて報国隊が結成され、学徒の修業年限は次々に短縮され、学校学徒に関する戦時の特別法令が矢つぎ早に公布され、学校教育の分野は著しく制限され、学徒はあるいは戦場にあるいは生産増強に動員されて、遂には学窓にとどまる者は少数の特殊の研究者か身体の虚弱で軍務にも勤労にも適しない者のみとなった。

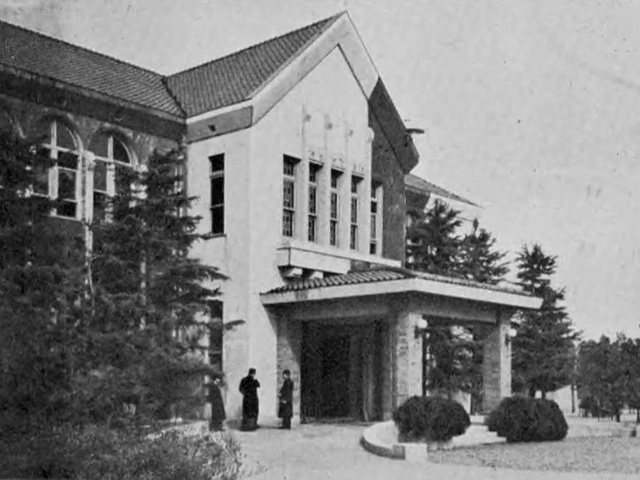
慶應義塾農業高校本館（1955年）
東邦産業研究所および慶應義塾獣医畜産専門学校から受け継がれ、1960年代まで使用された。

義塾はこの間に在って、一時的に学生数は減じても、国家百年のために学問研究の体制の維持充実をゆるがせにすべからずとなし、1942年に学事振興資金を設置し昭和19年にはさらに資金募集に着手し、一方においては語学研究所を興してこれに外国語学校を付設し、文筆奨励、法学奨励の両委員会を設け、亜細亜研究所を新設した。
さらに大陸および南方の農業開発を目指して大学に農学部を増設しようとしたが、時局の緊迫は容易にこの案の実現を許さず、原案は再転三転して僅かに獣医畜産専門学校の設立として当初の計画の一部を実現し得たに過ぎなかった。しかし一方で農学研究所を設立して、実習農場を設けて他日のために備えるところがあった。
戦後の教育制度の改革により1947（昭和22）年から生徒募集を停止し、1948年に慶應義塾農業高校に転換。1949（昭和24）年3月、3期生の卒業をもって廃校となった。獣医畜産専門学校の卒業生は356名、うち6分の1は獣医師として社会に貢献している。彼らの同窓会は「蟹ケ谷三田会」と称している。